# Lucynów
Lucynów [pronunciación en polaco: /luˈt͡sɨnuf/] es un pueblo ubicado en el distrito administrativo de Gmina Zbuczyn, dentro del Condado de Siedlce, Voivodato de Mazovia, en el este de Polonia central.